# Paphiopedilum
Genre
Classification phylogénétique
Paphiopedilum (du grec ancien : Πάφιος / Páphios, « de Paphos », adjectif qualifiant Aphrodite et πέδιλον / pédilon, « sandale ») est un genre d'orchidées semi-terrestres originaires d’Asie tropicale appelées couramment « Sabot de Vénus », faisant partie de la sous-famille des Cypripedioideae.
Ce genre d'orchidées est composé d'environ 60 espèces.

## Description
Orchidée sans pseudobulbes, formant des touffes denses de feuilles disposées en éventail. Le feuillage est soit uni, soit « tesselé », c’est-à-dire tacheté : généralement vert sombre sur vert clair. L’envers des feuilles peut être finement ponctué de grenat chez certaines espèces. C’est au cœur de cet éventail de feuilles que naît l’inflorescence. La tige de cette dernière est le plus souvent recouverte d’une fine pilosité. La plante peut être uni- ou multiflore (produisant toutefois rarement plus de 5-10 fleurs). Les fleurs très particulières qui ont fait la renommée de ce genre sont formées d’un sépale dorsal, de deux pétales (formes et tailles très variables) et d’un synsépale, qui résulte de la fusion des deux sépales latéraux, ainsi que d’un labelle étrange, ressemblant à un chausson ou un sabot, comme le nom l’indique. Renflé ou anguleux il varie souvent beaucoup d’une espèce à l’autre. Les fleurs sont très rarement monochromes, mêlant souvent de nombreuses couleurs : brun, grenat, vert, blanc, rose, jaune, grenat, etc. Le tout orné de stries, verrues et poils.

## Taxinomie
La taxinomie du genre Paphiopedilum est complexe et souvent débattue. Toutefois de nombreuses classifications se rejoignent, surtout au niveau des sous-genres. Les variations apparaissent en ce qui concerne les sections. Braem en 1987 offre une classification en six sous-genres, en 1998 Cribb présente une classification ne comptant plus que quatre sous-genres.

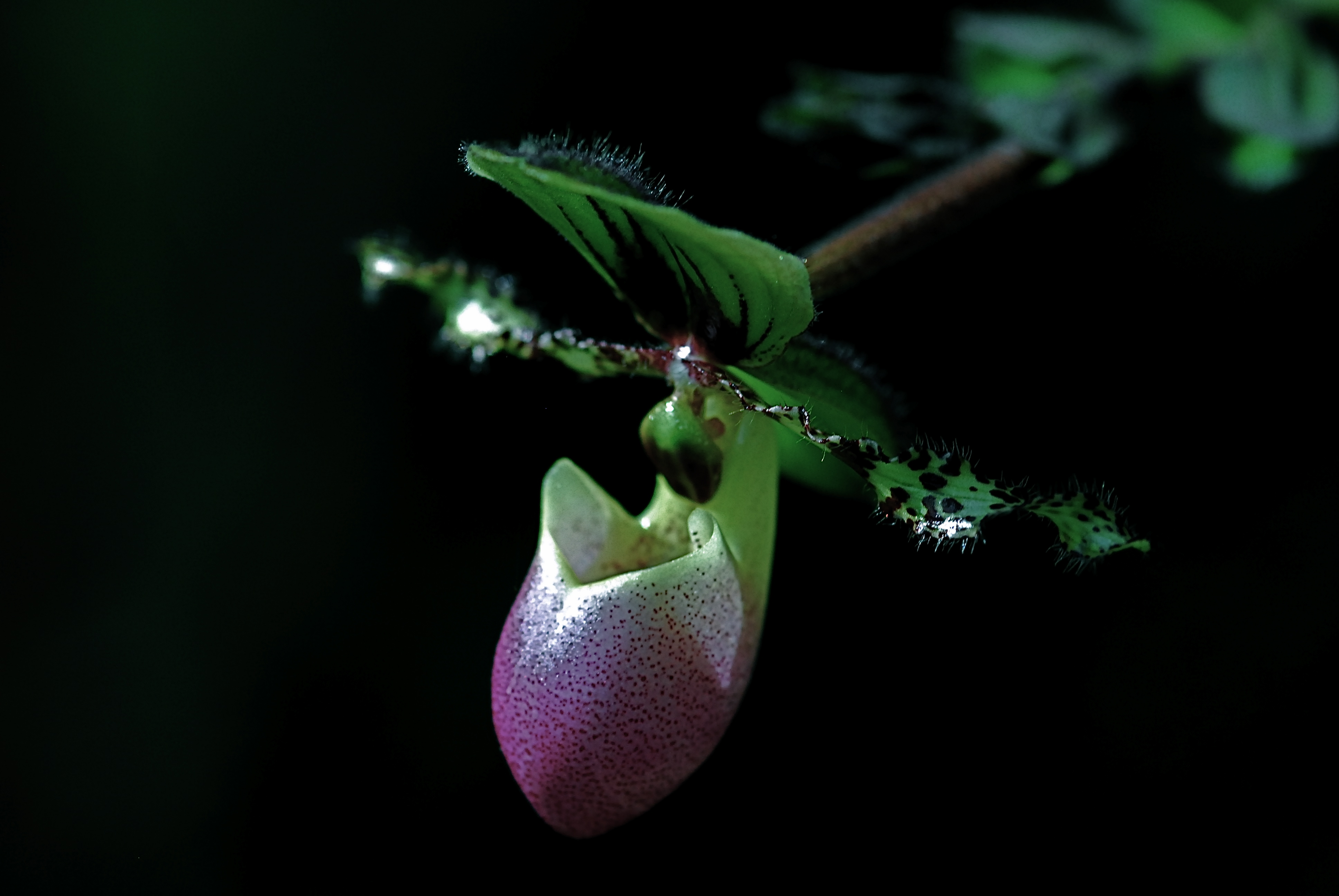
Un spécimen de Paphiopedilum chamberlainium du jardin botanique de Bali.
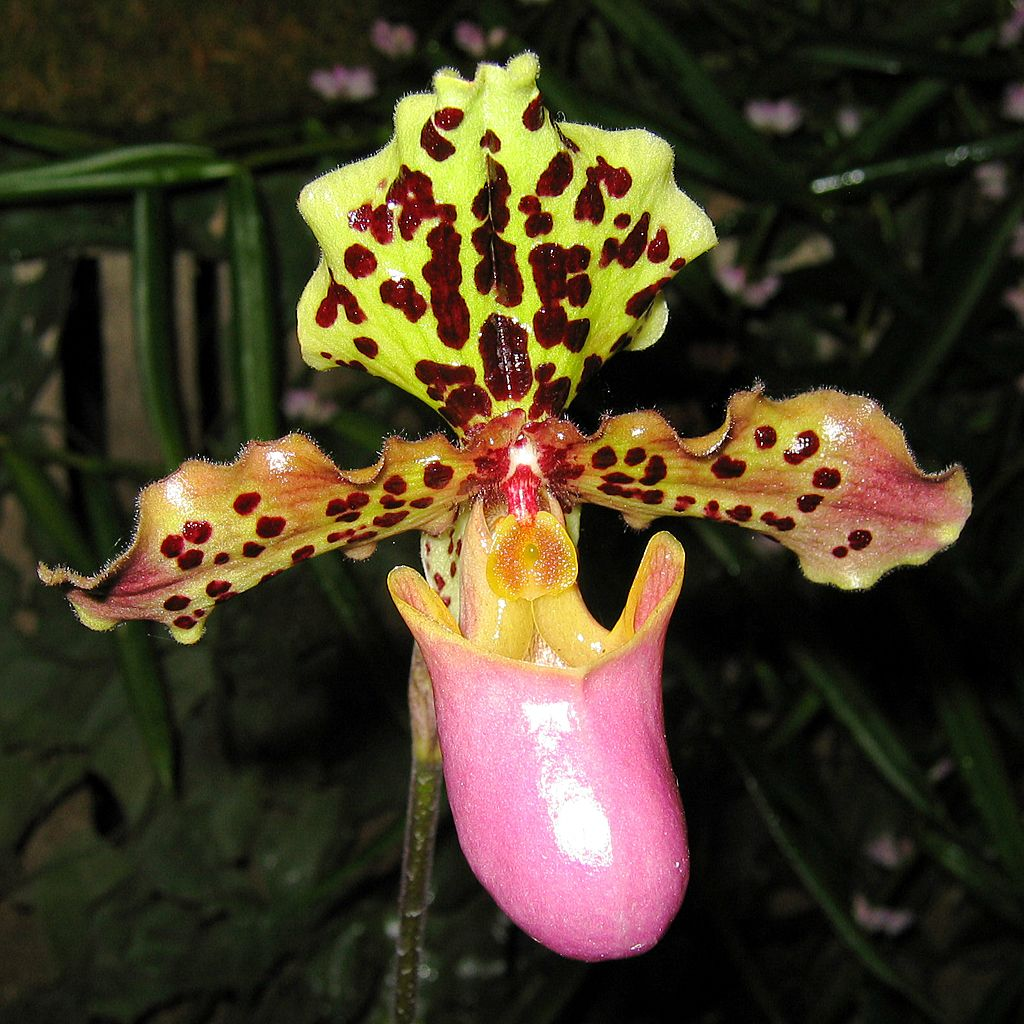
Paphiopedilum henryanum.
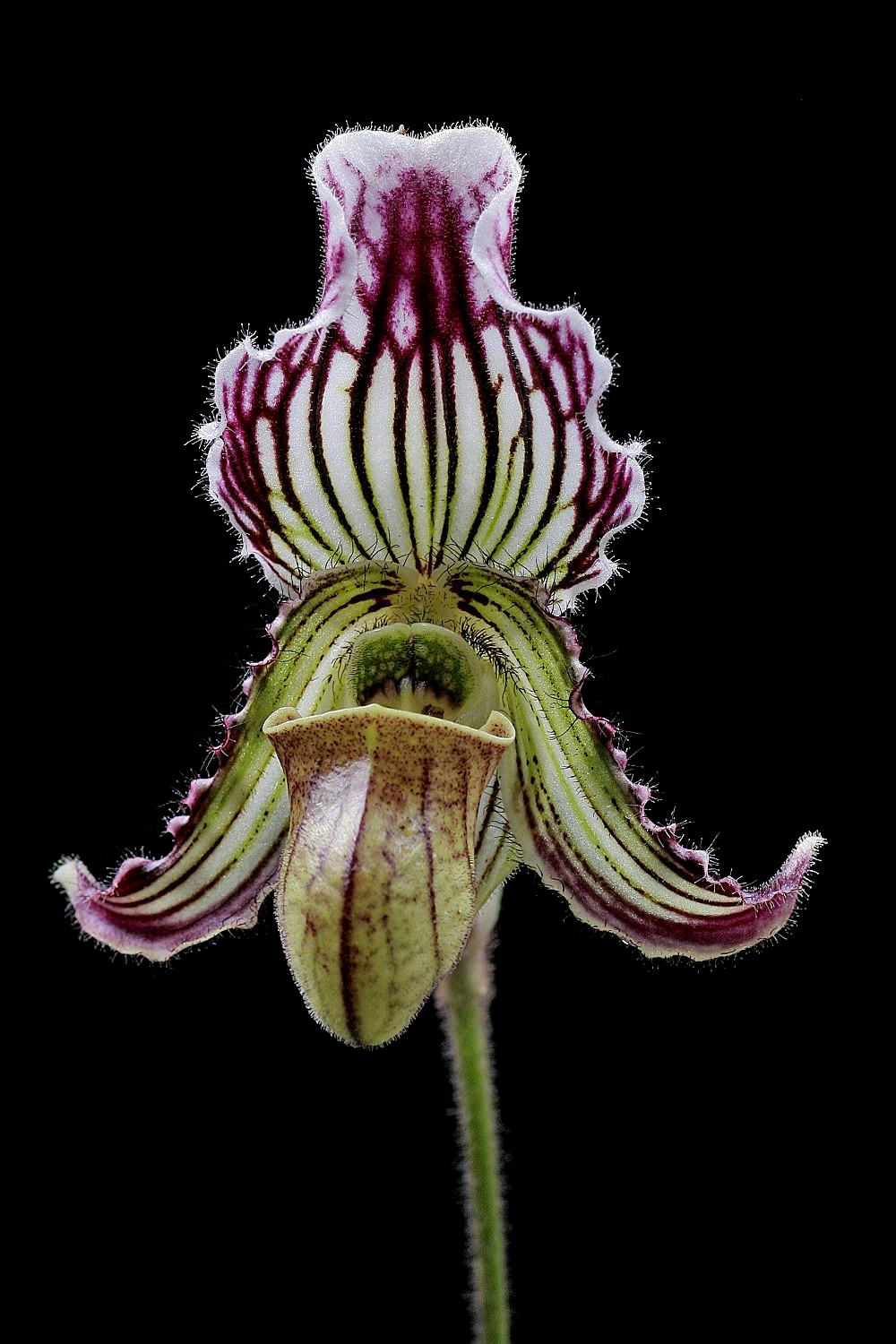
Paphiopedilum fairrieanum.
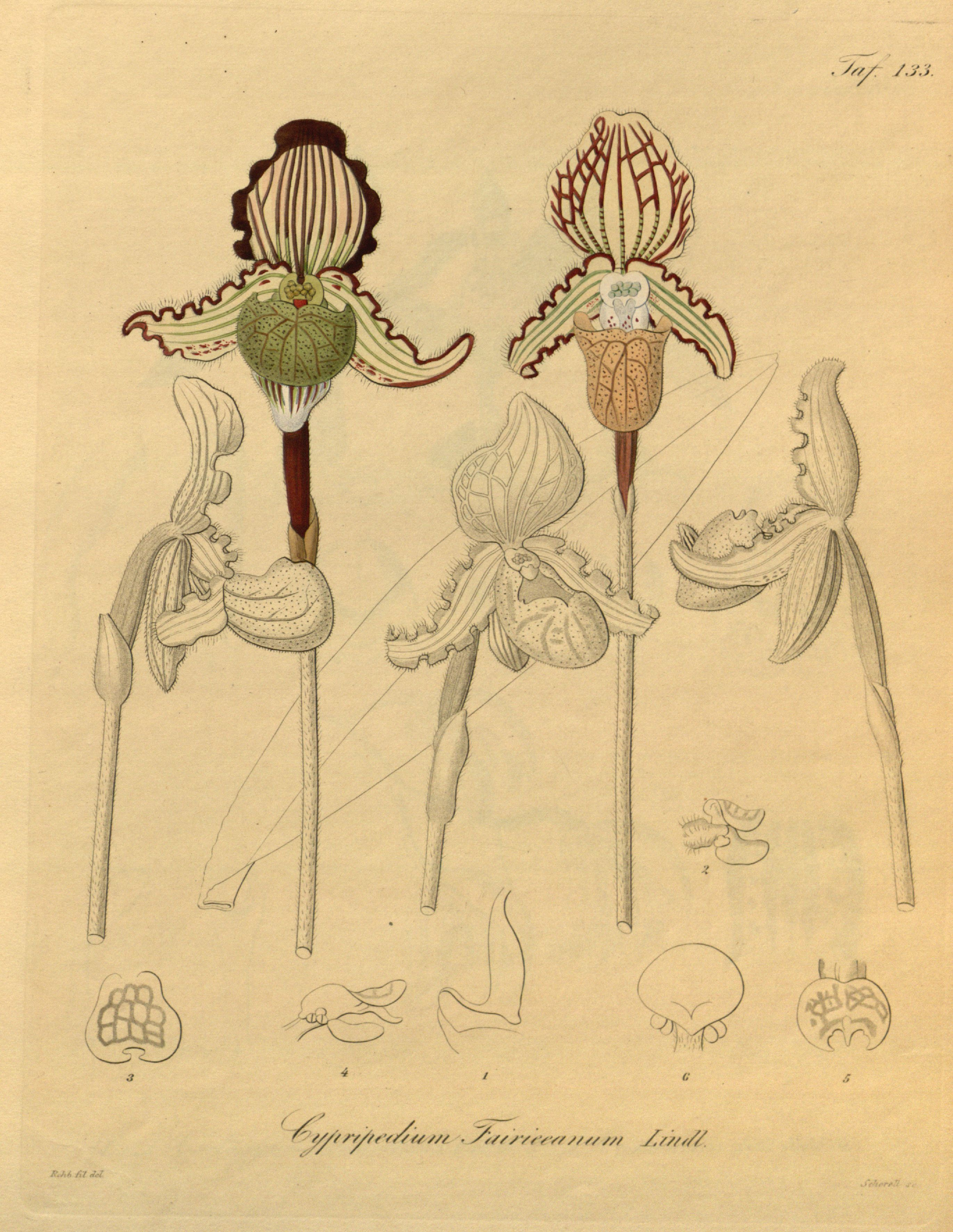
Dessin de Paphiopedilum fairrieanum.

### Classification de Braem (1987)
- Sous-genre Parvisepalum
- Sous-genre Brachypetalum
- Sous-genre Polyantha
  - Section Mastigopetalum (Coryopedilum)
  - Section Polyantha (Pardalopetalum)
  - Section Mystropetalum
- Sous-genre Paphiopedilum
  - Section Paphiopedilum
  - Section Ceratopetalum
  - Section Thiopetalum
- Sous-genre Sigmatopetalum (Sygmatopetalum)
  - Section Spathopetalum
  - Section Masterianum 
  - Section Punctatum
  - Section Barbata
  - Section Venustum
- Sous-genre Cochlopetalum

Dans la classification de Cribb apparaissent toujours les sous-genres Parvisepalum, Brachypetalum, Cochlopetalum et Paphiopedilum. En revanche, les sous-genres Sigmatopetalum et Polyantha entrent dans le sous-genre Paphiopedilum. Ces deux sous-genres deviennent des sections selon Cribb qui donne comme section pour le sous-genre Paphiopedilum : Barabata, Coryopedilum, Pardalopetalum et Paphiopedilum. C'est-à-dire :

### Classification de Cribb (1998)
- Sous-genre Parvisepalum
- Sous-genre Brachypetalum
- Sous-genre Paphiopedilum
  - Section Coryopedilum
  - Section Barbata
  - Section Pardolopetalum
  - Section Paphiopedilum
- Sous-genre Cochlopetalum

Dans cette classification, une analyse des différences fondamentales entre les différents sous-genres est faite. Toutefois, la classification de Braem étant plus détaillée, elle est plus précise pour présenter quelles espèces sont affiliées à quelle section.

#### Sous-genreParvisepalum
Espèces : Paphiopedilum armeniacum, P. delenatii, P. emersonii, P. malipoense, P. micranthum, P. vietnamense
Description : taille moyenne. Feuillage tesselé, uniflore, hampe florale très allongé, sépales et pétales vaguement ovales, labelle renflé et sphérique, irrégulier. Généralement monochrome : vert, rose, jaune, blanc.
Répartition : Extrême-nord du Vietnam et nord-est du Laos, sud-est du Yunnan (Chine).    

#### Sous-genreBrachypetalum
Espèces : Paphiopedilum bellatulum, P. concolor, P. godefroyae, P. leucochilum, P. niveum.
Description : petite taille. Feuillage tesselé, uniflore, hampe florale très courte, pétales (de grande taille comparée au reste de la fleur) et sépales ronds, labelle assez petit, presque cylindrique. Généralement blanche ou jaune, tachée de grenat.
Répartition : Péninsule Malaise, Thaïlande, Indochine et est de Birmanie. 

#### Sous-genrePolyantha
Description : Grande taille. Feuillage uni. Multiflore. Hampe allongée.
- - Section Mastigopetalum (Coryopedilum)

Espèces: Paphiopedilum adductum, P. anitum, P. gardinerii, P. glanduliferum, P. kolopakingii, P. gigantifolium, P. ooii, P. philippinense, P. praestans,
P. randsii, P. rothschildianum, P. sanderianum, P. stonei, P. supardii, P. wilhelminae.
Répartition : Bornéo principalement, aussi Mindanao (Philippines), Sulawesi et Nouvelle-Guinée.
Fleurs : Sépales et pétales fortement tachés et veinés. Pétales allongés, voire très allongés, très étroits, et souvent vrillés. Labelle fortement veiné, anguleux, très proéminent. Couleur : Mélange de blanc, vert, jaune, brun et grenat.
- - Section Polyantha (Pardalopetalum)

Espèces : Paphiopedilum haynaldianum, P. lowii
Répartition : Philippines, Péninsule malaise, Indonésie.
Fleurs : Sépale dorsal en forme de losange, pétales très allongés, spatulés, tachés à la base. Labelle proéminent, mais arrondi. Couleurs : Mélange de vert, brun, rose, grenat
- - Section Mystropetalum

Espèces : Paphiopedilum dianthum, P. parishii
Répartition : Nord de la Thaïlande et de la Birmanie, Yunnan et Guizhou (Chine).
Fleurs : Sépale dorsal en forme de losange, pétales très allongés, retombants et fortement vrillés. Labelle proéminent, mais arrondi. Couleurs : blanc, vert et brun, marqué parfois de grenat.

#### Sous-genrePaphiopedilum
Description : Taille moyenne à grande, uniflore, feuillage uni. Hampe allongée.
- - Section Paphiopedilum

Espèces : Paphiopedilum barbigerum, P. boxalii, P. coccineum, P. exul, P. gratrixianum, P. helenae, P. henryanum, P. herrmannii, P. hirsutissimum, P. chaoi, P. charlesworthii, P. chiwuanum, P. insigne, P. spicerianum, P. tigrinum, P. tranlienianum, P. villosum.
Fleurs : Sépale dorsal fortement ondulé, ressemblant vaguement à un losange. Pétales allongés, ondulés, légèrement spatulés. Labelle vaguement conique, luisant. Couleur : Quasiment toutes, aucune espèce monochrome, certaines tachetées. 
Répartition : Du nord-est de l'Inde au Viêt Nam et du Yunnan au centre de la Thaïlande.
- - Section Ceratopetalum

Espèce : Paphiopedilum fairrieanum
Fleurs : Sépale dorsale fortement ondulé, pétales frisottés, enroulés et dirigés en arrière. Sépales et pétales fortement veinés. Couleurs : Brun, blanc veiné de grenat.
Répartition : Bhoutan, Sikkim et est de l'Arunachal Pradesh (Inde).
- - Section Thiopetalum

Espèce : Paphiopedilum druyi
Fleurs : Sépale dorsal fortement replié vers l'avant. Pétales oblongues, ondulés, arrondis à l'extrémité. Labelle vaguement conique brillant. Couleurs : Jaune, vert, blanc, veinures centrales marquées de grenat.
NB : Les pousses se développent sur un rhizome très allongé.
Répartition : Extrême-sud du Tamil Nadu (Inde).

#### Sous-genreSigmapetalum
Description : Taille moyenne, feuillage tesselé, uniflore (rarement plus d'une fleur), hampe allongée.
- - Section Spathopetalum

Espèces : Paphiopedilum appletonianum, P. bullenianum, P. celebesensis, P. cerveranum, P. hookerae, P. johorense, P. linii, P. robinsonii.
Fleurs : Sépale dorsal en forme de losange, rayé, parfois légèrement replié en avant. Pétales légèrement spatulés, pointus à l'extrémité, frisotés à la base. Labelle vaguement conique et anguleux. Couleurs : un mélange de rose, vert, brun, parfois d'autres couleurs, grenat notamment.
Répartition : Indonésie
- - Section Mastersianum

Espèces : Paphiopedilum bouganvileanum, P. mastersianum, P. mohrianum, P. papuanum, P. sangii, P. violascens, P. wentworthianum, P. ziechianum.
Fleurs : sépale dorsal en forme de losange, rayé, court. Pétales oblongs, retombants et larges. Labelle évasé, court et large (exception faite de Paphiopedilum sangii qui possède un labelle plus allongé et très bosselé). Couleurs : blanc, rose, vert, violet. 
Répartition : Wallacea et Nouvelle-Guinée
- - Section Punctatum

Paphiopedilum braemii, P. tonsum.
Fleurs : sépale dorsal allongé, en forme de losange et rayé. Pétales allongés, pointus à l'extrémité, tachetés. Labelle conique et allongé. Couleurs : vert, brun, jaune, grenat. 
Répartition : Sumatra
- - Section Barbata

Espèces : Paphiopedilum acmodontum, P. argus, P. barbatum, P. calosum, P. ciliolare, P. curtisii, P. dayanum, P. fowliei, P. hennisianum, P. javanicum, P. lawrenceanum, P. parnatum, P. petrie, P. potentianum, P. purpuratum, P. schoserii, P. sublaeve, P. birkii, P. superbiens, P. urbanianum, P. virens.
Fleurs : sépale dorsal ovale, pointu, très fortement veiné. Pétales oblongs et pointus, ondulés sur les bords, tachetés et veinés. Labelle vaguement conique. Couleurs : blanc, vert, brun, rose, souvent veiné et tacheté de grenat.
Répartition : de l'est du Bengale au nord des Philippines et du Nord de la Thaïlande à Wallacea.
- - Section Venustum

Espèces : Paphiopedilum sukhakulii, P. venustum, P. wardii.
Fleurs : sépale dorsal ovale, pointu, fortement veiné. Pétales oblongs et pointus, de grande taille, tachetés voire très fortement ponctués. Labelle vaguement conique, veiné. Couleurs : blanc, vert, brun, jaune, rose, souvent veiné et tacheté de grenat.
Répartition : Népal, Bengale, Birmanie, Thaïlande et Yunnan (Chine).

#### Sous-genreCochlopetalum
Espèces : Paphiopedilum chamberlainianum, P. glaucophyllum, P. liemianum, P. moquetianum, P. primulinum
Description : petite taille. Feuillage uni, pluriflore (une même hampe peut produire plusieurs dizaines de fleurs, toutefois elles s'ouvrent une par une et non simultanément). Hampe florale très allongée. Sépale dorsale ovale (un peu convexe de face), parfois légèrement ondulé sur les bords et striés. Pétales oblongs et étroits fortement frisotés, tachetés. Labelle peu allongé et arrondi.
Répartition : Sumatra et ouest de Java.

## Mode de vie
Plante originaire principalement d’Asie tropicale :  Depuis le centre de l’Inde jusqu’aux Îles Salomon et depuis le sud de la Chine et l’Himalaya jusqu’en Nouvelle-Guinée. Leur aire de répartition couvre une large part de l’Asie du Sud, ainsi que de l’Océanie, en zone équatoriale, tropicale et subtropicale. Elles sont propres aux forêts pluviales de plaines et de montagnes depuis le niveau de la mer jusqu’à 2 500 m d’altitude. Cela dit dans certaines zones montagneuses et notamment dans l'Himalaya elles poussent aussi dans les prairies humides à la lisière des forêts. Ce sont des orchidées terrestres, épiphytes (quelques espèces seulement) ou lithophytes. Plus généralement ces plantes poussent souvent aux abords des cours d’eau forestiers, profitant ainsi de plus de lumière et d’humidité. Elles font courir leurs racines entre les anfractuosités des rochers et la mousse pour puiser les sels minéraux de l’humus forestier.

## Culture
Orchidée de culture plutôt facile. Toutefois il faut être vigilant avec l’arrosage car les racines sont très fragiles. Contrairement aux autres orchidées couramment répandues en culture, les espèces de Paphiopedilum ne sont pas acidophiles. C’est-à-dire qu’il faudra soit arroser la plante une fois tous les 2 mois avec une préparation contenant de la poudre de marbre ou de dolomie (une pointe de couteau par litre) ou alors arroser avec de l’eau du robinet si cette dernière est calcaire.
- Substrat : ces orchidées étant terrestres, leur substrat doit être un peu différent de celui des autres orchidées couramment vendues qui sont épiphytes pour la plupart (Phalaenopsis, Oncidium, etc.). Elles s'adaptent à de nombreux substrats, l'important est qu'ils soient poreux sans sécher trop vite. On peut par exemple utiliser un mélange d’écorces moyennes (1/2), de tourbe (1/4) et de perlite (1/4). Un mélange de billes d'argile (2/3) et de sphaigne hachée (1/3), auquel on ajoute un peu de terreau pas trop décomposé. Bien sûr il n’est plus nécessaire de fertiliser pour le second mélange car le terreau apporte des sels minéraux.
- Température : les espèces de Paphiopedilum ont l'avantage de posséder un moyen très simple pour connaître la température exigée : leur feuillage. En effet les espèces de Paphiopedilum au feuillage tacheté (tesselé) ont besoin d'une température de 22−25 °C le jour et 15−18 °C la nuit. Par contre les espèces au feuillage uni nécessitent des températures plus fraîches : 18−22 °C le jour et 10−13 °C la nuit. Plus généralement il ne faut pas que la température dépasse les 27−30 °C.
- Arrosage : le substrat ne doit jamais sécher car les racines sont très sensibles. Il doit toujours rester légèrement humide. Un arrosage par semaine convient idéalement. Il ne faut jamais brumiser car l’eau stagne dans la rosette de feuilles et fait pourrir la plante rapidement. L’idéal est de mettre dans une soucoupe une couche de graviers ou de billes d’argile expansée avec un fond d’eau, et de poser le pot dessus, de manière qu’il ne soit jamais en contact avec l’eau. En s’évaporant l’eau va générer une forte hygrométrie autour de la plante, très favorable à sa croissance.
- Fertilisation : pendant la période de croissance il faut fertiliser une fois tous les deux arrosages, en hiver (la période de repos est faiblement marquée pour ce genre) on peut fertiliser une fois tous les quatre arrosages seulement.
- Luminosité : cette plante nécessite assez peu de lumière, une exposition nord, est ou ouest convient bien. Lumière tamisée, bien sûr.

## Liste des espèces
- Paphiopedilum acmodontum Schoser ex M.W.Wood
- Paphiopedilum adductum Asher
- Paphiopedilum anitum Gruss
- Paphiopedilum appletonianum (Gower) Rolfe
- Paphiopedilum argus (Rchb.f.) Stein
- Paphiopedilum armeniacum S.C.Chen & F.Y.Liu
- Paphiopedilum barbatum (Lindl.) Pfitzer
- Paphiopedilum barbigerum Tang & F.T.Wang
- Paphiopedilum bellatulum (Rchb.f.) Stein
- Paphiopedilum bougainvilleanum Fowlie
- Paphiopedilum bullenianum (Rchb.f.) Pfitzer
  - Paphiopedilum bullenianum var. bullenianum
  - Paphiopedilum bullenianum var. celebesense (Fowlie & Birk) P.J.Cribb
- Paphiopedilum callosum (Rchb.f.) Stein
  - Paphiopedilum callosum var. callosum
  - Paphiopedilum callosum var. potentianum (O.Gruss & Roeth) P.J.Cribb
  - Paphiopedilum callosum var. sublaeve (Rchb.f.) P.J.Cribb
- Paphiopedilum charlesworthii (Rolfe) Pfitzer
- Paphiopedilum ciliolare (Rchb.f.) Stein
- Paphiopedilum concolor (Bateman) Pfitzer
- Paphiopedilum dayanum (Lindl.) Stein
- Paphiopedilum delenatii Guillaumin
- Paphiopedilum dianthum Tang & F.T.Wang
- Paphiopedilum druryi (Bedd.) Stein
- Paphiopedilum emersonii Koop.& P.J.Cribb
- Paphiopedilum exul (Ridl.) Rolfe
- Paphiopedilum fairrieanum (Lindl.) Stein
- Paphiopedilum fowliei Birk
- Paphiopedilum glanduliferum (Blume) Stein
- Paphiopedilum glaucophyllum J.J.Sm.
  - Paphiopedilum glaucophyllum var. glaucophyllum
  - Paphiopedilum glaucophyllum var. moquetteanum J.J.Sm.
- Paphiopedilum godefroyae (God.-Leb.) Stein
- Paphiopedilum gratrixianum (Mast.) Rolfe
- Paphiopedilum haynaldianum (Rchb.f.) Stein
- Paphiopedilum helenae Aver.
- Paphiopedilum hennisianum (M.W.Wood) Fowlie
- Paphiopedilum henryanum Braem
- Paphiopedilum hirsutissimum (Lindl.ex Hook.) Stein
  - Paphiopedilum hirsutissimum var. esquirolei (Schltr.) Karas.& K.Saito
  - Paphiopedilum hirsutissimum var. hirsutissimum
- Paphiopedilum hookerae (Rchb.f.) Stein
  - Paphiopedilum hookerae var. hookerae
  - Paphiopedilum hookerae var. volonteanum (Sander ex Rolfe) Kerch.
- Paphiopedilum insigne (Wall.ex Lindl.) Pfitzer
- Paphiopedilum leucochilum
- Paphiopedilum javanicum (Reinw.ex Lindl.) Pfitzer
  - Paphiopedilum javanicum var. javanicum
  - Paphiopedilum javanicum var. virens (Rchb.f.) Stein
- Paphiopedilum kolopakingii Fowlie
- Paphiopedilum lawrenceanum (Rchb.f.) Pfitzer
- Paphiopedilum liemianum (Fowlie) Karas.& K.Saito
- Paphiopedilum lowii (Lindl.) Stein
  - Paphiopedilum lowii var. lowii
    - Paphiopedilum lowii f. lowii
    - Paphiopedilum lowii f. aureum (P.J.Cribb) P.J.Cribb

  - Paphiopedilum lowii var. lynniae (Garay) O.Gruss & Roeth
  - Paphiopedilum lowii var. richardianum (Asher & Beaman) O.Gruss & Roeth
- Paphiopedilum malipoense S.C.Chen & Z.H.Tsi
  - Paphiopedilum malipoense var. hiepii (Aver.) P.J.Cribb
  - Paphiopedilum malipoense var. jackii (H.S.Hua) Aver.
  - Paphiopedilum malipoense var. malipoense
- Paphiopedilum mastersianum (Rchb.f.) Stein
- Paphiopedilum micranthum Tang & F.T.Wang
- Paphiopedilum ×mohrianum Braem
- Paphiopedilum niveum (Rchb.f.) Stein
- Paphiopedilum papuanum (Ridl.) L.O.Williams
- Paphiopedilum parishii (Rchb.f.) Stein
- Paphiopedilum philippinense (Rchb.f.) Stein
  - Paphiopedilum philippinense var. philippinense
  - Paphiopedilum philippinense var. roebelenii (Veitch) P.J.Cribb
- Paphiopedilum primulinum M.W.Wood & P.Taylor
  - Paphiopedilum primulinum var. primulinum
  - Paphiopedilum primulinum var. purpurascens (M.W.Wood) P.J.Cribb
- Paphiopedilum purpuratum (Lindl.) Stein
- Paphiopedilum randsii Fowlie
- Paphiopedilum rothschildianum (Rchb.f.) Stein
- Paphiopedilum sanderianum (Rchb.f.) Stein
- Paphiopedilum sangii Braem
- Paphiopedilum schoseri Braem & H.Mohr
- Paphiopedilum spicerianum (Rchb.f.ex Mast.& T.Moore) Pfitzer
- Paphiopedilum stonei (Hook.) Stein
- Paphiopedilum sukhakulii Schoser & Senghas
- Paphiopedilum supardii Braem & Lob
- Paphiopedilum superbiens (Rchb.f.) Stein
  - Paphiopedilum superbiens var. curtisii (Rchb.f.) Braem
  - Paphiopedilum superbiens var. superbiens
- Paphiopedilum tigrinum Koop.& N.Haseg.
- Paphiopedilum tonsum (Rchb.f.) Stein
  - Paphiopedilum tonsum var. braemii (H.Mohr) O.Gruss
  - Paphiopedilum tonsum var. tonsum
- Paphiopedilum urbanianum Fowlie
- Paphiopedilum venustum (Wall.ex Sims) Pfitzer
- Paphiopedilum victoria-mariae (Sander ex Mast.) Rolfe
- Paphiopedilum victoria-regina (Sander) M.W.Wood
- Paphiopedilum vietnamense (Gruss et Perner)
- Paphiopedilum villosum (Lindl.) Stein
  - Paphiopedilum villosum var. annamense Rolfe
  - Paphiopedilum villosum var. boxallii (Rchb.f.) Pfitzer
  - Paphiopedilum villosum var. villosum
- Paphiopedilum violascens Schltr.
- Paphiopedilum wardii Summerh.
- Paphiopedilum wentworthianum Schoser & Fowlie
- Paphiopedilum wilhelminiae L.O.Williams

## Protection
Comme de nombreuses orchidées sauvages, les Paphiopedilum sont désormais protégées par la CITES et leur commerce est interdit comme le montre par exemple l'arrestation puis la condamnation à quatre mois de prison pour trafic de plantes du docteur Sian Lim en 2006.